# Qutb-Schāhī-Sultanat
Das Qutb-Schāhī-Sultanat (persisch سلطنت قطب شاهی, DMG salṭanat-i Quṭb Šāhī) war eines der fünf Dekkan-Sultanate, die aus dem indischen Bahmani-Sultanat hervorgingen. Es wurde 1512 gegründet und bestand bis zur Unterwerfung durch das Mogulreich im Jahre 1687. Hauptstadt war zunächst Golkonda, ab 1590 dann Hyderabad.
Das Qutb-Schāhī-Sultanat hatte eine schiitische Ausrichtung. Außerdem siedelten sich ab der Mitte des 16. Jahrhunderts viele Sufis hier an. Die Qutb-Schāhī-Sultane zeigten der überwiegend hinduistischen Bevölkerung gegenüber große Toleranz und förderten Kunst und Literatur, sowohl in der einheimischen Sprache Telugu, als auch in Urdu und Sanskrit. In häufig wechselnden Bündnissen mit anderen Dekkan-Sultanaten sowie dem südlich angrenzenden Hindu-Reich Vijayanagar führten sie mehrere Kriege gegen Bijapur und Ahmadnagar.
Wie für alle indischen Reiche war für das Qutb-Schāhī-Sultanat die Grundsteuer die wichtigste Einnahmequelle. Die Steuereintreiber mussten auf Auktionen das Recht ersteigern, in bestimmten Gebieten überhaupt Steuern eintreiben zu dürfen. Um die hohen Gebotszahlungen ausgleichen zu können, wurden den Bauern enorm hohe Abgaben auferlegt. Die Landbevölkerung lebte daher in vergleichsweise größerer Armut als etwa die Bauern im Mogulreich.

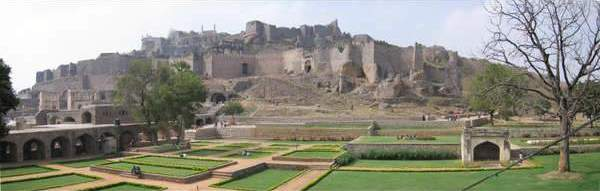
Die Festung von Golkonda

## Golkonda-Periode
Quli Qutb Shahi (reg. 1496–1543), Begründer des Qutb-Schāhī-Dynastie, war ein Abenteurer aus dem turkmenischen Clan der Qara Qoyunlu und wurde 1496 von Mahmūd Gawān zum Gouverneur von Telangana, der Ostprovinz des Bahmani-Sultanats, ernannt. 1512 spaltete er seine Provinz vom zerfallenden Bahmanidenreich ab und ernannte sich selbst zum Sultan.
Unter Ibrāhīm Qutb Schāh (reg. 1550–1580), der das Sultanat stabilisierte, kam es zu einer Einwanderung von sunnitischen Sufis nach Golkonda. 1564 war Ibrāhīm unter den vier Sultanen, die sich gegen Vijayanagar verbündeten. Ein Jahr später nahm es an der Schlacht von Talikota teil, in der das Hindureich Vijayanagar vernichtend geschlagen wurde. Ab 1575 expandierte das Reich in die nordöstlich des Godavari gelegenen Gebiete, ab 1578 drang es auf Kosten Vijayanagars über den Krishna nach Süden vor.

## Muhammad Quli und die neue Hauptstadt Hyderabad

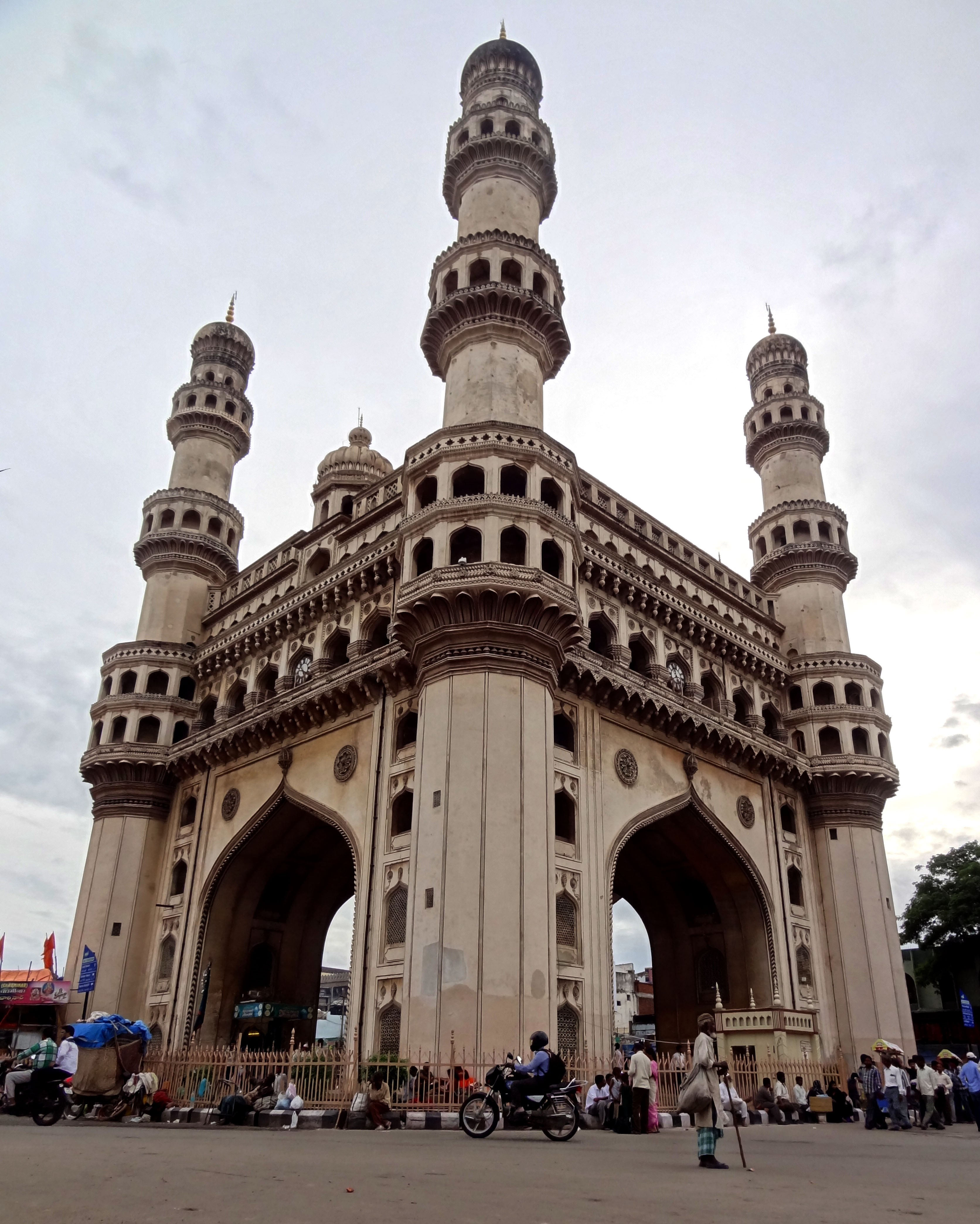
Der 1591 von Muhammad Quli Qutb Shah im Zentrum seiner neuen Hauptstadt errichtete Charminar

Muhammad Quli (reg. 1580–1612) verließ die überbevölkerte Festung von Golkonda und gründete 1589 östlich davon am rechten Ufer des Flusses Musi seine neue Hauptstadt Hyderabad. Die Wahl fiel auch deswegen auf diesen Ort, weil sich dort das Grab (mazār) von Schāh Tscharāgh (gest. 1543) befand, eines verehrten schiitischen Sufi-Heiligen, der hier unter Brahmanen gelebt hatte. 1595–1596 ließ Muhammad Quli in Hyderabad ein Krankenhaus (dār-i šifāʾ) mit zwei Etagen und achtzig Zimmern errichten. Zu dem Komplex gehörten auch eine Madrasa, eine Moschee, ein Karawanserei und ein Hamam. Während der Herrschaft von Muhammad Quli ließen sich viele Sufis in Hyderabad nieder, so der aus Bagdad stammende Qādirīya-Sufi Schāh Schiblī, sowie verschiedene Anhänger des schiitischen Niʿmatullāhīya-Ordens. Der Chishtiyya-Sufi Husain Schāh Walī, der schon unter Ibrāhīm eingewandert war, legte zwischen Hyderabad und Secunderabad den künstlichen See Husain Sagar an. Als Muhammad Qulis Premierminister (pešwā) fungierte Muhammad Mu'min aus Astarabad, der bereits vorher am Hof von Schah Tahmasp I. als Prinzenerzieher gedient hatte. Er wirkte an der Planung der neuen Hauptstadt mit und errichtete 1605 in Saydabad, einem Vorort von Hyderabad, eine Moschee mit einer Karawanserei.
Auf militärischer Ebene war Muhammad Quli nicht so erfolgreich. Ein Feldzug gegen das nördliche Nachbarreich Bastar 1610 schlug fehl. Ab dem frühen 17. Jahrhundert sah sich das Qutb-Schāhī-Sultanat zudem einer wachsenden Bedrohung durch das auf den Dekkan expandierende nordindische Mogulreich ausgesetzt, doch konnte es sich gemeinsam mit Bijapur und Ahmadnagar noch zwischen 1615 und 1621 gegen die Moguln behaupten.

## Vordringen der Moguln

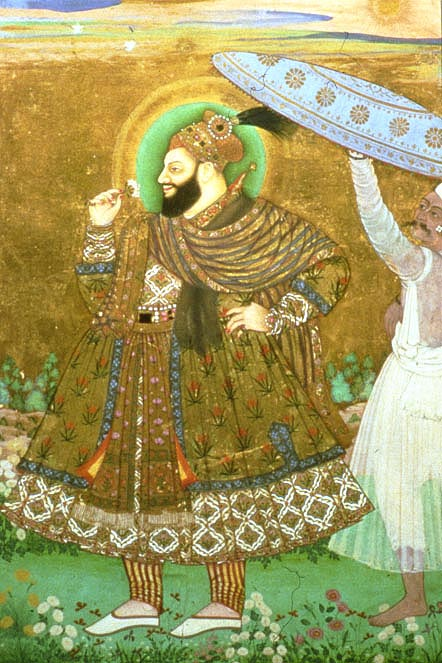
Abul Hasan Qutb Shah, letzter Sultan von Golkonda (reg. 1672–1687), Miniatur im Dekkanstil (um 1672–1680)

Auch unter der langen Herrschaft von ʿAbdallāh Qutb Schāh (reg. 1626–1672) spielten Gelehrte aus Iran noch eine wichtige Rolle, so zum Beispiel Ibn Chātūn al-Āmulī (gest. 1649), ein Neffe des bekannten Gelehrten Bahāʾ al-dīn al-ʿĀmilī. Er stieg unter ʿAbdallāh zum Premierminister auf und förderte die Zwölfer-Schia. Allerdings wurde ʿAbdallāh 1636 nach einer Invasion durch den Moghul-Herrscher Shah Jahan dazu gezwungen, sich symbolisch zu unterwerfen und in der Freitagspredigt die zwölf Imame durch die sunnitischen Kalifen und den Moghul-Herrscher zu ersetzen.
Immerhin konnte aber Mīr Dschumla, ein persischer Kaufmann, der unter ʿAbdallāh als General diente, 1646 Chandragiri, die Hauptstadt des stark geschwächten Vijayanagar, für das Qutb-Schāhī-Sultanat erobern. Mīr Dschumla stieg daraufhin zu einer einflussreichen Größe am Hof des schwachen Sultans auf. Als ʿAbdallāh Maßnahmen ergriff, um Mīr Dschumlas Machtzuwachs und persönliche Bereicherung zu beschränken, bot dieser seine Dienste den Moguln an. ʿAbdallāh ließ Mīr Dschumla Sohn einsperren, was Aurangzeb, dem Sohn des Großmoguls Shah Jahan, als Vorwand diente, im Januar 1656 zu einem neuerlichen Feldzug gegen die Qutb-Schāhīs aufzubrechen. Hyderabad wurde eingenommen und geplündert. Die darauffolgende Belagerung der Festung Golkonda wurde jedoch vorzeitig abgebrochen, da ʿAbdallāh gegen eine hohe Summe einen Frieden erwirkte.
Während der Herrschaft von ʿAbdallāh Qutb Schāh wanderte einer der exzentrischsten Mystiker aus Delhi nach Hyderabad ein, Barahna Schāh, der "nackte König", der so hieß, weil er üblicherweise nackt durch die Straßen ging. Er hatte eine große Anhängerschaft unter den iranischen Händlern von Hyderabad. Parast Chān, ein Wesir des Hofes, errichtete ihm ein Mausoleum. Eine weitere bedeutende Persönlichkeit seiner Herrschaftszeit war Nizām ad-Dīn Ahmad Gīlānī (1585–1653) ein persischer Anhänger der Illuminationsphilosophie, der zunächst im Dienst des Mogul-Höflings Mahābat Chān gestanden hatte. Er kam auf Einladung von ʿAbdallāh nach Golkonda und verfasste für ihn zahlreiche Werke zur Medizin, Logik und zu den Naturwissenschaften.
Die vorübergehend wiederhergestellte volle Selbstständigkeit endete 1677: Golkonda war durch die andauernden Kriege gegen das Mogulreich derart geschwächt, dass es erneut dessen nominelle Oberhoheit anerkennen musste, obwohl es einem eindringenden Heer noch einmal hatte standhalten können. Einer erneuten Invasion wenige Jahre später hatte das Sultanat jedoch nichts mehr entgegenzusetzen. 1685 wurde Hyderabad zum zweiten Mal von Mogultruppen erobert und geplündert. Im September 1687 fiel nach achtmonatiger Belagerung schließlich auch die Feste Golkonda. Sultan Abul Hasan Qutb Shah wurde gefangen genommen und sein Reich dem der Moguln einverleibt.
Auf dem Boden Golkondas entstand 37 Jahre später der ebenfalls islamische Staat Hyderabad.